# 9월 28일
9월 28일은 그레고리력으로 271번째(윤년일 경우 272번째) 날에 해당한다.

## 사건
- 1066년 - 노르만인의 잉글랜드 정복: 정복왕 윌리엄이 600여 척의 배를 이끌고 잉글랜드를 침략하다.
- 1598년 - 경상 우병사 정기룡의 조선군이 시마즈군의 사천고성을 포위하고 야습을 감행하였다.
- 1823년 - 교황 레오 12세, 252대 로마 교황 취임.
- 1837년 - 바하두르 샤 2세, 무굴 제국 황제로 즉위.
- 1945년 - 조선총독부 등 일본의 조선 통치 기구가 모두 소멸.
- 1948년 - 대한민국 정부, 남북교역중지 선언
- 1950년 - 한국 전쟁: 국군과 유엔군, 서울 탈환. 이날 이승만 대통령은 한국군에 38선 이북 진격 명령
- 1956년 - 장면 부통령, 민주당 전당대회서 김상봉에게 피격되어 경상을 입음
- 1977년 - 일본 적군파, 156명 탑승한 JAL기 납치.
- 1992년4사
  - 대한민국 노태우 대통령, 중국 방문해 양상쿤(楊尙昆) 주석과 사상 첫 한중정상회담
  - 파키스탄 국제항공 268편 추락 사고 발생.
- 1999년 - 대한민국 국회, `국군부대의 동티모르 다국적군 파견 동의안' 가결
- 2000년 - 대한민국 정부, 대북 식량 차관 제공안 공식 발표.
- 2003년 - 대한민국 노동부, 퇴직연금제 등 '급여자 퇴직급여 보장법안' 입법예고 발표
- 2010년 - 조선민주주의인민공화국 평양시에서 제3차 당대표자회가 소집되어 김정은, 김경희, 최룡해등 6명이 조선인민군 대장 칭호를 받았다. 또한 김정은의 후계구도가 공식화되었다.
- 2018년 - 인도네시아에서 리히터 규모 7.5의 술라웨시섬 지진이 발생되었다.
- 2021년 - 북한이 화성 8형 극초음속 미사일을 발사하였다.
- 2022년 - 러시아-우크라이나 전쟁에서 러시아가 점령하고 있는 루한스크, 도네츠크 지역의 러시아의 영토 편입에 대한 주민투표가 찬성으로 가결되어 전쟁은 새로운 국면을 맞이하게 되었다.

## 문화
- 1946년 - 미군정에 의하여 경성부가 경기도에서 분리해 서울특별자유시(현재의 서울특별시)가 되다.
- 1968년 - 북악 스카이웨이 준공 개통.
- 1982년 - 대한민국, 한강 종합 개발 사업 착공.
- 1987년 - 세이칸 터널이 첫 시험 운전 열차가 달렷다.
- 1990년 - 서울 용산 전쟁기념관 기공
- 1997년 - 대한민국, '98 프랑스월드컵 아시아 예선전서 일본을 꺾고 월드컵 본선 4회연속 진출 성공되었다.
- 2000년 - 태권도 정재은, 시드니올림픽서 정식종목 채택 후 첫 금메달
- 2001년 - 대한민국 정부, 판교 신도시 개발안 확정, 중부내륙고속도로 최초구간 (김천~상주) 개통
- 2006년
  - 한국 가톨릭교회에서 최초로 시각장애인을 위한 점자 성경을 발간했다.
  - 수완나품 국제공항 개항.
- 2015년 - 대한민국 울산과학기술대학교가 울산과학기술원(UNIST)으로 출범했다.
- 2019년 - 김포 도시철도가 개통되었다.

## 탄생
- 1434년 - 조선 세종의 아들 영풍군. (~1456년)
- 1751년 - 일본의 다이묘 오다 노부치카. (~1818년)
- 1836년 - 프랑스의 화학자 샤를 로트. (~1913년)
- 1852년 - 프랑스의 화학자 앙리 무아상. (~1907년)
- 1887년 - 미국의 사업가 제5대 IOC 위원장, 에이버리 브런디지. (~1975년)
- 1899년 - 대한민국의 작가 이서구. (~1981년)
- 1902년 - 대한민국의 시인, 문학가 김상용. (~1951년)
- 1916년 - 오스트레일리아의 배우 피터 핀치 (~1977년)
- 1926년 - 대한민국의 독립운동가 강윤국. (~2009년)
- 1929년
  - 대한민국의 기업인, 사회기관 단체인, 신양문화재단 명예이사장 정석규. (~2015년)
  - 인도의 영화배우 라타 망게슈카르. (~2022년)
- 1934년 - 프랑스의 배우 브리지트 바르도.
- 1936년
  - 대한민국의 정치인 김용갑.
  - 대한민국의 정치인 한호선. (~2025년)
- 1937년 - 미국의 육상선수 로버트 슐. (~2024년)
- 1938년 - 미국의 심리학자 리 슐만.
- 1942년 - 미국의 배우 마셜 벨.
- 1944년 - 일본의 축구인 야마구치 요시타다.
- 1947년 - 영국의 언론인 존 스노.
- 1948년 - 대한민국의 노동자, 노동운동가 전태일. (~1970년)
- 1952년 - 네덜란드의 모델, 영화배우 실비아 크리스털. (~2012년)
- 1953년
  - 대한민국의 교육인 김기표.
  - 대한민국의 가수 조덕환. (~2016년)
- 1954년 - 조선민주주의인민공화국의 군인 이웅평. (~2002년)
- 1957년 - 일본의 울프화학상 화학자 후지타 마코토.
- 1959년 - 헝가리의 체조 선수 코바치 피테르. (~2024년)
- 1963년 - 대한민국의 교육자 이성화.
- 1964년 - 대한민국의 배우 정호근.
- 1965년 - 대한민국의 전 농구 선수, 농구감독 허재.
- 1966년 - 미국의 배우 레이라니 사렐.
- 1967년
  - 대한민국의 한학 교육가 김봉곤.
  - 미국의 배우 미라 소비노.
- 1968년
  - 대한민국의 성우 박성현.
  - 영국의 배우 나오미 워츠.
  - 핀란드의 전직 레이싱 드라이버 선수 미카 하키넨.
- 1969년 - 대한민국의 배우 김혜선.
- 1970년 - 대한민국의 사진작가 김수강.
- 1972년 - 대한민국의 야구 선수 홍현우.
- 1973년
  - 대한민국의 축구 선수, 지도자 고병운.
  - 알제리의 권투 선수 무함마드 알랄루.
- 1974년 - 대한민국의 배우 손세광.
- 1975년
  - 대한민국의 전 야구 선수 이학균.
  - 대한민국의 핸드볼 선수 허순영.
- 1976년 - 러시아의 종합격투기 선수 표도르 예멜리아넨코.
- 1977년
  - 대한민국의 방송인, 전 아나운서 김경란.
  - 대한민국의 골프 선수 박세리.
- 1979년
  - 일본의 배우 타치바나 켄치.
  - 대한민국의 핸드볼 선수 이재우.
- 1981년 - 아르헨티나의 축구 선수 윌리 카바예로.
- 1982년
  - 대한민국의 아나운서 정민아.
  - 대한민국의 모던 록 밴드 윤덕원. (브로콜리 너마저)
  - 일본의 살인자 가토 도모히로. (~2022년)
  - 미국의 가수 세인트 빈센트.
  - 미국의 농구 선수 에메카 오카포.
- 1983년
  - 대한민국의 축구 선수 이승렬.
  - 일본의 필드하키 선수 다나카 세렌.
- 1984년
  - 독일의 축구 선수 마티외 발뷔에나.
  - 대한민국의 야구 선수 임준혁.
  - 미국의 야구 선수 라이언 짐머맨.
  - 미국의 가수 멜로디 손턴.
- 1985년
  - 대한민국의 래퍼 신동 (슈퍼주니어).
  - 잉글랜드의 축구 선수 제임스 퍼치.
- 1986년 - 미국의 음악가, 작곡가, 프로듀서 다니엘 플라츠맨.
- 1987년
  - 브라질의 축구 선수 카를루스 아드리아누 지 소우사 크루스. (FC 서울)
  - 미국의 가수 겸 배우 힐러리 더프.
  - 미국의 야구 선수 제리 샌즈.
- 1988년
  - 대한민국의 야구 선수 임태훈.
  - 대한민국의 배우 김지은.
  - 미국의 가수 죠앤. (~2014년)
  - 미국의 프로레슬링 선수 제이슨 조던.
  - 크로아티아의 테니스 선수 마린 칠리치.
- 1989년
  - 대한민국의 국악인 김나니.
  - 대한민국의 축구 선수 윤준성.
  - 프랑스의 축구 선수 아망딘 앙리.
  - 조선민주주의인민공화국의 전 가수 리설주.
- 1990년 - 대한민국의 가수 에디전.
- 1991년 - 대한민국의 축구 선수 장현수.
- 1992년
  - 스페인의 축구 선수 루이스 알베르토 로메로.
  - 카자흐스탄의 유도 선수 구스만 키르기스바예프.
- 1993년 - 대한민국의 배우 도은비.
- 1994년
  - 대한민국의 스케이팅 선수 김태윤.
  - 일본의 배우 타테이시 하루카.
  - 대한민국의 가수 엄세웅 (더 맨 블랙).
- 1995년
  - 대한민국의  전직 리그 오브 레전드 프로게이머 레이스.
  - 대한민국의 배우 김보라.
  - 대한민국의 레슬링 선수 정한재.
- 1996년 - 대한민국의 축구 선수 한승규.
- 1997년 - 중화민국의 유도 선수 양융웨이.
- 1998년
  - 대한민국의 가수 감성소년.
  - 대한민국의 바둑 기사 송규상.
- 1999년
  - 대한민국의 축구 선수 김진현.
  - 중국의 가수 헨드리 (WayV).
- 2000년
  - 대한민국의 배우 안도규.
  - 코소보의 유도 선수 라우라 파즐리우.
- 2001년 - 대한민국의 야구 선수 임종찬.
- 2002년
  - 대한민국의 골퍼 김민주.
  - 리투아니아의 육상 선수 미콜라스 알레크나.
- 2004년
  - 대한민국의 가수 박정우.
  - 프랑스와 알제리의 자동차경주 선수 아이작 하자르.
- 2005년 - 일본의 아이돌 야마사키 텐.
- 2009년 - 대한민국의 배우 정혜윤.

### 미상
- 대한민국의 치어리더 고수영.

## 사망
- 기원전 48년 - 로마 공화국의 정치인, 장군 그나이우스 폼페이우스 마그누스. (?~)
- 1197년 - 신성 로마 제국의 황제 하인리히 6세. (1165년~)
- 1631년 - 조선의 문신, 의병장 이여빈. (1556년~)
- 1895년 - 프랑스의 화학자, 미생물학자 루이 파스퇴르. (1822년~)
- 1902년 - 미국의 청바지 제조회사 리바이스의 창립자 리바이 스트라우스. (1829년~)
- 1904년 - 대한제국 순종의 첫 번째 황후 순명효황후. (1872년~)
- 1920년 - 대한민국의 독립 운동가 유관순. (1902년~)
- 1953년 - 미국의 천문학자 에드윈 허블. (1889년~)
- 1969년 - 불가리아의 정치인 키몬 게오르기에프. (1882년~)
- 1985년 - 대한민국의 정치인 길재호. (1923년~)
- 1991년 - 미국의 재즈 음악가 마일스 데이비스 (1926년~)
- 2003년 - 미국의 영화감독 엘리아 카잔. (1909년~)
- 2015년 - 미국의 정치인 월터 데일 밀러. (1925년~)
- 2016년 - 이스라엘의 제9대 대통령 시몬 페레스. (1929년~)
- 2017년 - 대한민국의 시인 정진규. (1939년~)
- 2021년 - 미국의 영화배우 토미 커크. (1941년~)
- 2022년 - 미국의 래퍼 쿨리오. (1963년~)
- 2023년 - 인도의 생물학자 M. S. 스와미나탄. (1925년~)
- 2024년
  - 미국의 정치인 윈필드 던. (1927년~)
  - 대한민국의 법조인 최광률. (1936년~)
  - 미국의 싱어송라이터 크리스 크리스토퍼슨. (1936년~)
  - 미국의 영화배우 드레이크 허지스틴. (1953년~)

## 기념일
- 추석 - 2004년, 2042년, 2061년, 2080년
- 세계 심장의 날(World Heart Day)
- 국제 알 권리의 날(International Right to Know Day)
- 세계 광견병의 날
- 세계 기아 해방의 날

## 같이 보기
- 전날: 9월 27일 다음날: 9월 29일 - 전달: 8월 28일 다음달: 10월 28일
- 음력: 9월 28일
- 모두 보기